# Бил Стјуарт
Бил Стјуарт (енгл. Bil Stuart; Сарајево, 1901 — Тјентиште, код Фоче, 9. јун 1943) био је капетан британске армије и шеф британског Одељења за везу при НОВ и ПОЈ.

## Биографија
Рођен је 1901. године у Сарајеву. Његов отац је био конзул у Сарајеву.
По занимању је био инжењер. После почетка Другог светског рата, био је мобилисан у Британску армију, у којој је имао чин капетана.
Маја 1943. године, од савезничке Команде за Средоземље је био одређен за шефа Одељења за везу при Врховном шатбу НОВ и ПО Југославије (ово је била прва савезничка мисија упућена у НОВ и ПОЈ). Одељење је имало укупно шест чланова - поред капетана Стјуарта, ту су били: капетан проф. Вилијам Дикин, заменик шефа мисије; подофицир Иван Старчевић Џон, британски официр југословенског порекла, преводилац; наредник Џон Кембел и радио-телеграфисти Волтер Роутон и Перец Розенберг.
Ова мисија се у ноћи 27/28. маја 1943. године спустила код Црног језера на Дурмитору, где су их сачекали чланови Врховног штаба НОВ и ПОЈ Моша Пијаде, Павле Илић и Павле Савић, у пратњи Прве чете Пратећег батаљона Врховног штаба. Одмах по доласку, сусрели су се са Врховним командантом НОВ и ПОЈ Јосипом Брозом Титом.
Пошто је британско Одељење за везу, стигло у Југославију, у току Пете непријатељске офанзиве, наставило је кретање са Врховним штабом НОВ и ПОЈ у правцу кањона Сутјеске. Приликом немачког бомбародавања, партизанских положаја на Озрену, 9. јуна 1943. године, капетан Бил Стјуарт је погинуо. Од исте бомбе погинули су Василије Ђуровић Вако, командант Четврте пролетерске црногорске ударне бригаде и Ђуро Вујовић Шпанац, пратилац Врховног команданта, народни хероји. Том прилико је био рањен и Врховни командант НОВ и ПОЈ Јосип Броз Тито.
Поводом тридестогодишњице победе над фашизмом, Указом председника СФРЈ Јосипа Броз Тита 6. маја 1975. постхумно је одликован Орденом партизанске звезде са златним венцем.